# Simon Schoch
Simon Schoch (Winterthur, 7 de outubro de 1978) é um snowboarder suíço campeão mundial e medalhista olímpico.
É irmão de Philipp Schoch, outro snowboarder duas vezes campeão olímpico.

## Carreira
Simon participou de três edições de Jogos Olímpicos de Inverno. Nos Jogos Olímpicos de 2002,  ficou em 25º lugar. Já em 2006 foi para a final do Slalom gigante paralelo contra seu irmão Philipp, na qual perdeu e ficou com a medalha de prata.
Em 2010, nos Jogos Olímpicos de Vancouver, Simon ficou em quinto lugar.
Em Campeonatos Mundiais de Snowboard FIS, Simon foi campeão em 2007 na modalidade Slalom paralelo (ganhando de seu irmão e conquistando a sua "revanche"), foi duas vezes medalhista de prata e uma vez medalhista de bronze.